# Marspich
Marspich (luxemburgisch: Maaschpéch) ist ein Ortsteil von Hayange im Département Moselle in der Region Grand Est (bis 2015 Lothringen).

## Geschichte
Im Jahr 962 erstmals als Marspach erwähnt. Dann Marsehbach (1681), Marsbach/Marspach (1686), Maspich (17. Jh.).

Im 1971 wurde der Ort nach Hayange eingemeindet.

### Bevölkerungsentwicklung
| Jahr      | 1793 | 1861 | 1926 | 1936 | 1946 | 1954 | 1962 | 1968 |
| Einwohner | 222  | 518  | 1213 | 1397 | 1380 | 2924 | 6420 | 8497 |